# کلرید اسمیم (IV)
کلرید اسمیم(IV) (به انگلیسی: Osmium(IV) chloride) با فرمول شیمیایی OsCl۴ یک ترکیب شیمیایی است. که جرم مولی آن ۳۳۲٫۰۴۱ g/mol می‌باشد. شکل ظاهری این ترکیب، جامد بلوری سفید است.